# Matricaria
 Matricaria   Carl Linnaeus, 1753 è un genere di piante angiosperme dicotiledoni della famiglia delle Asteraceae, sottofamiglia Asteroideae, tribù Anthemideae (Eurasian grade) e sottotribù Matricariinae.

## Etimologia
Il nome di questo genere deriva dalla parola latina "matrice, matrics" che significa "grembo, utero" e fa riferimento ad un antico uso medicinale nel trattamento delle infezioni uterine e dei disturbi femminili in generale.
Il nome scientifico del genere è stato definito dal botanico Carl Linnaeus (1707-1778) nella pubblicazione " Species Plantarum" ( Sp. Pl. 2: 890) del 1753.

## Descrizione

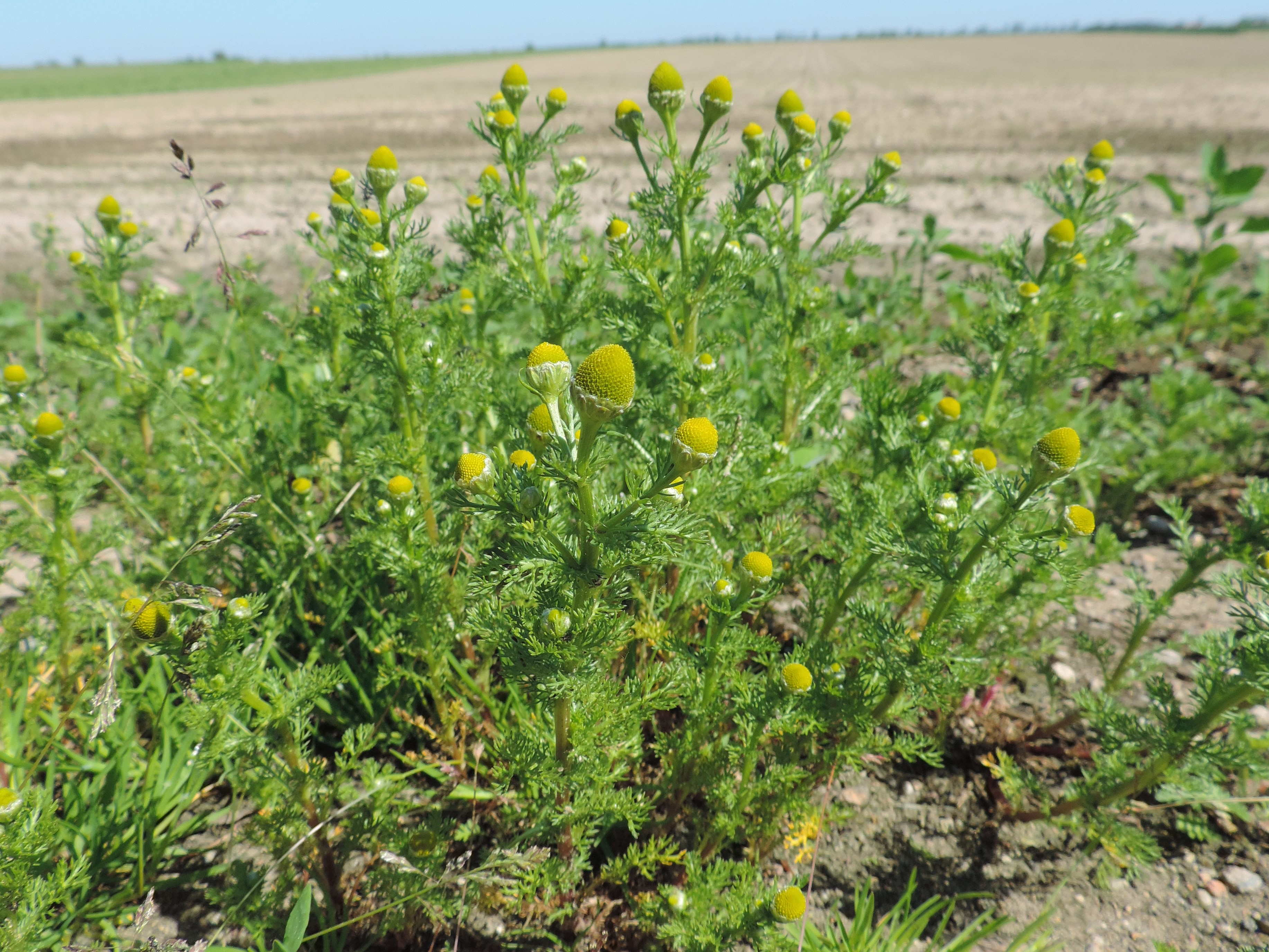
Il portamento
Matricaria discoidea

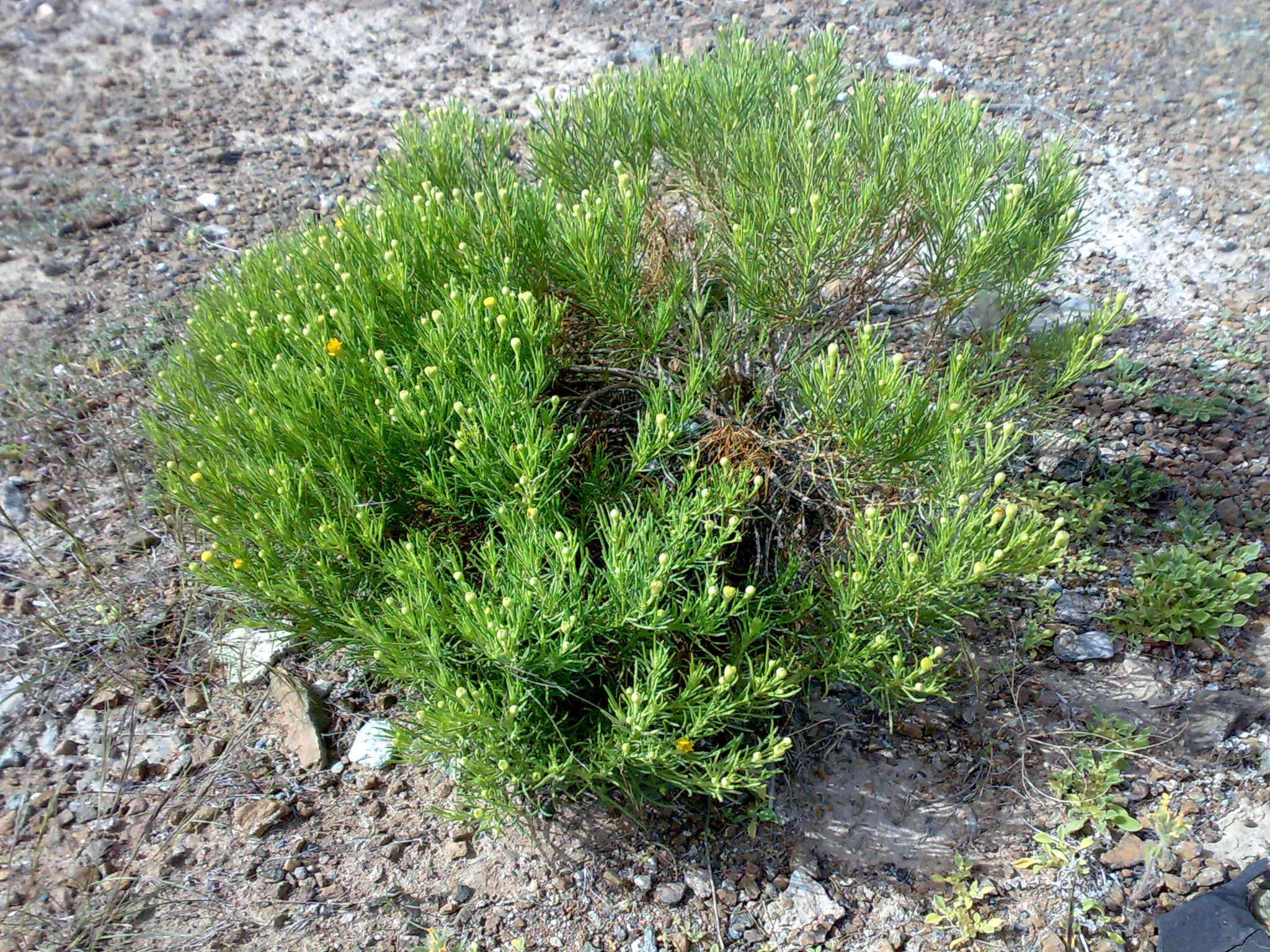
Le foglie
Matricaria aurea

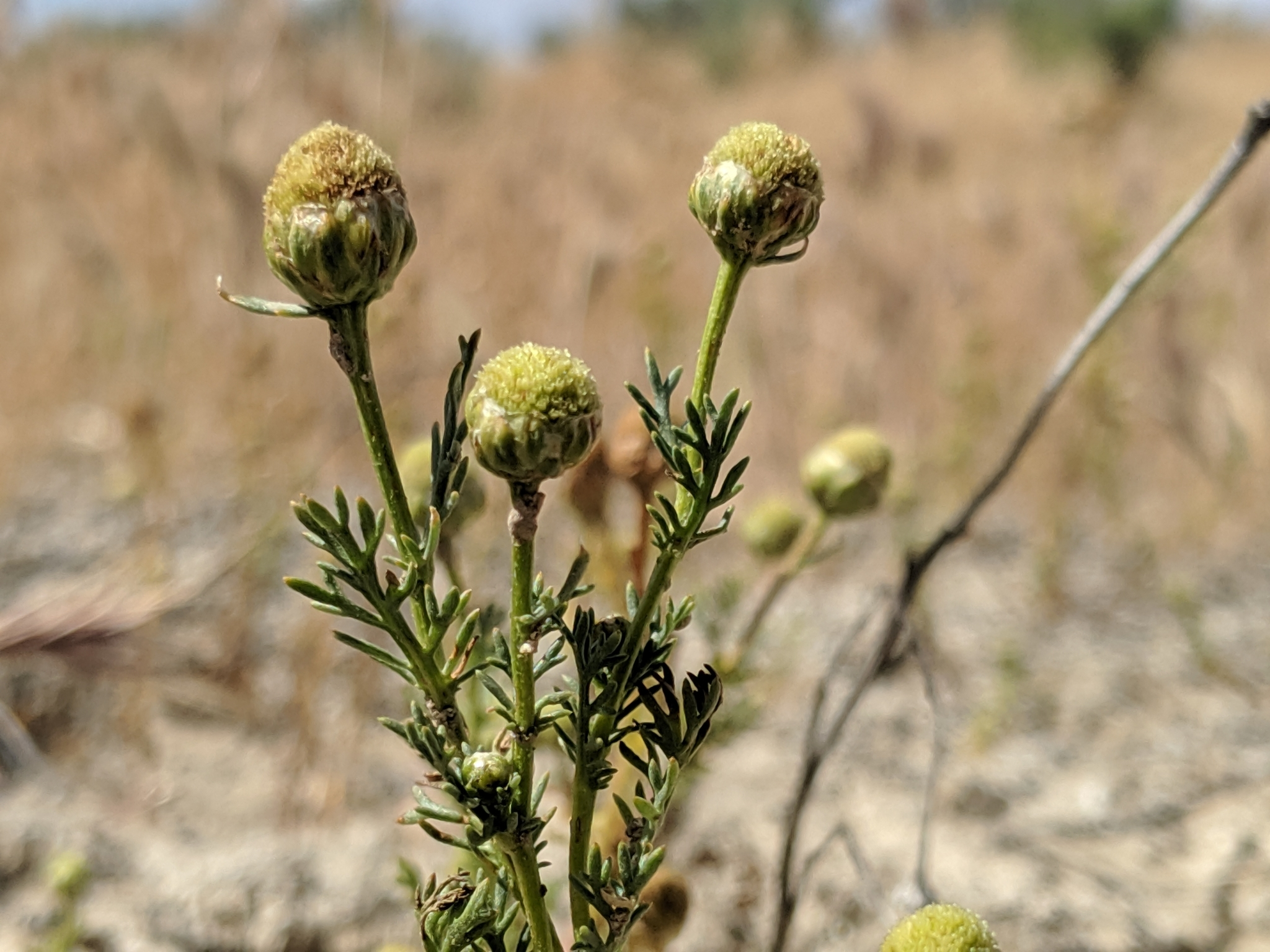
Infiorescenza
Matricaria occidentalis

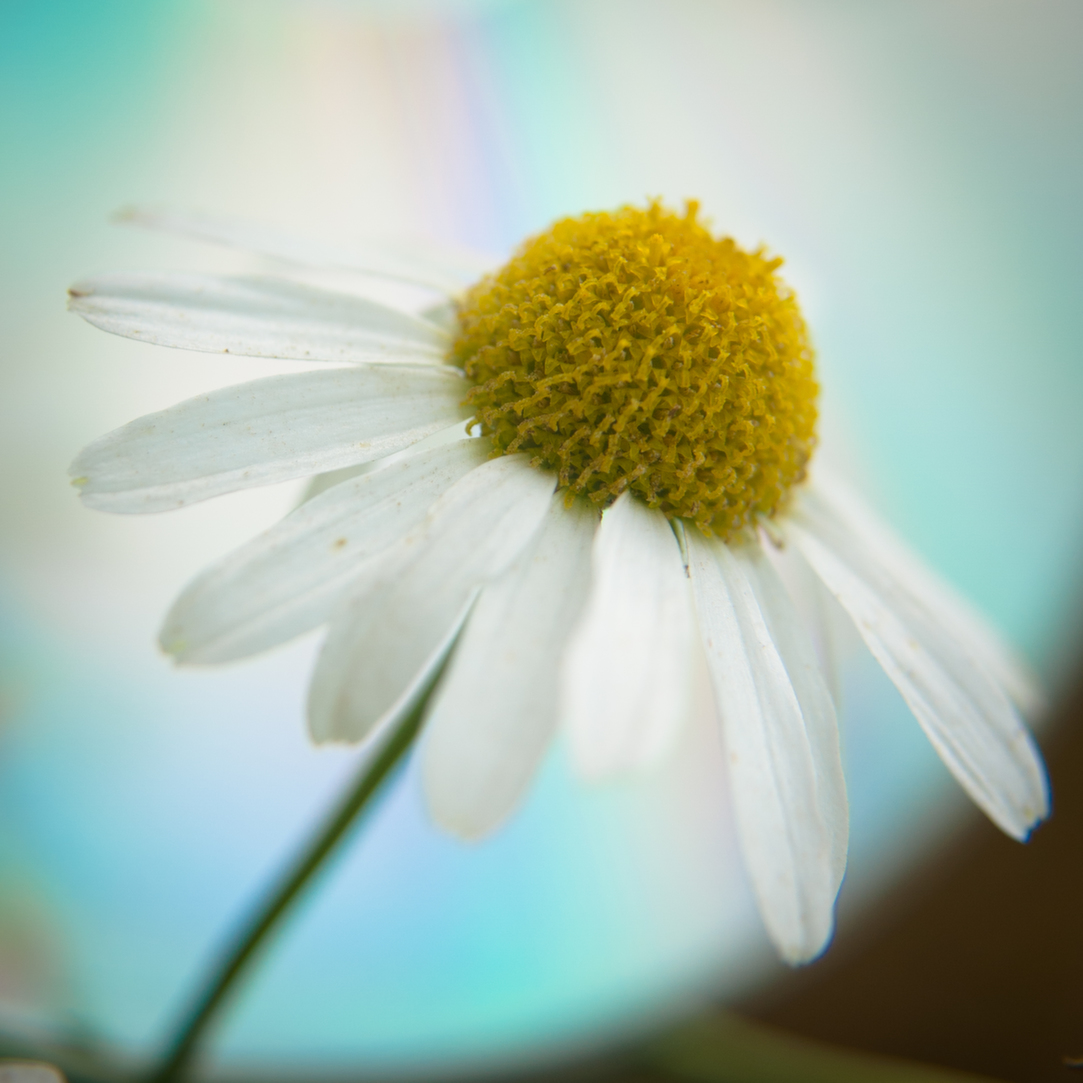
I fiori
Matricaria chamomilla

Portamento. Le specie di questo genere sono di tipo erbeceo annuale con indumento a peli basifissi, alcune parti possono essere anche glabre. Spesso sono aromatiche.
Fusto. La parte aerea in genere è eretta (massimo 10 steli per pianta), a volte decombente, semplice o ramosa. La superficie è scarsamente pelosa o glabra. La radice è fittonante.
Foglie. Le foglie sono disposte lungo il fusto in modo alterno. La lamina, a forma spatolata o oblunga o ovata, è 3-4-pennatosetta (raramente è intera). I lobi sono lineari e mucronati.
Infiorescenza. Le sinflorescenze sono formate da capolini solitari o raccolti in modo corimboso lasso. Le infiorescenze vere e proprie sono composte da un capolino terminale peduncolato di tipo radiato o disciforme, normalmente con fiori eterogami (raramente omogami). I capolini sono formati da un involucro, con forme da emisferiche a coppa, composto da 25 - 50 brattee, al cui interno un ricettacolo fa da base ai fiori di due tipi: fiori del raggio e fiori del disco. Le brattee, con forme oblunghe o da ovate a spatolate o lineari-spatolate e a consistenza erbacea (scariose scure o chiare ai margini), sono disposte in modo più o meno embricato su più serie (da 2 a 3). Il ricettacolo è conico (al disotto del quale si apre una cavità) ed è sprovvisto di pagliette a protezione della base dei fiori. Dimensione degli involucri: 4 - 14 mm.
Fiori.  I fiori sono tetra-ciclici (formati cioè da 4 verticilli: calice – corolla – androceo – gineceo) e pentameri (calice e corolla formati da 5 elementi). Si distinguono in:
- fiori del raggio (esterni): da 10 a 22 per capolino, sono femminili, fertili e sono disposti su una serie; la forma è ligulata (zigomorfa); a volte possono mancare o essere ridotti;
- fiori del disco (centrali): sono più numerosi (da 120 a 750) con forme brevemente tubulose (attinomorfe); sono ermafroditi fertili.

- Formula fiorale:

*/x K {\displaystyle \infty }, [C (5), A (5)], G 2 (infero), achenio
- Calice: i sepali del calice sono ridotti ad una coroncina di squame.

- Corolla: 
  - fiori del raggio: la forma della corolla alla base è più o meno tubulosa-imbutiforme, mentre all'apice è ligulata con forme ellittico-ovate; la ligula può terminare con alcuni denti; il colore è bianco;
  - fiori del disco: la forma della corolla è tubulare bruscamente divaricata in 4 - 5 lobi ed è lievemente zigomorfa in quanto due lobi sono più larghi degli altri; i lobi, patenti o eretti, hanno una forma deltata; il colore può essere giallo o verdastro.

- Androceo: l'androceo è formato da 5 stami (alternati ai lobi della corolla) sorretti da filamenti generalmente liberi con un collare a forma di balaustra; gli stami sono connati e formano un manicotto circondante lo stilo. Le antere possono essere sia di tipo basifissa che medifissa (ossia attaccate al filamento per la base – nel primo caso; oppure in un punto intermedio – nel secondo caso).[15] Questa caratteristica ha valore tassonomico in quanto distingue i generi gli uni dagli altri. Il tessuto endoteciale (rivestimento interno dell'antera) non è polarizzato. Il polline è sferico con un diametro medio di circa 25 micron;  è tricolporato (con tre aperture sia di tipo a fessura che tipo isodiametrica o poro) ed è echinato (con punte sporgenti).

- Gineceo: l'ovario è infero uniloculare formato da 2 carpelli. Lo stilo (il recettore del polline) è profondamente bifido (con due stigmi divergenti) e con le linee stigmatiche marginali separate o contigue. I due bracci dello stilo hanno una forma troncata e possono essere papillosi o ricoperti da ciuffi di peli.

Frutti. I frutti sono degli acheni senza pappo a forma ob-ovoide/ob-lunga, a sezione circolare o debolmente piatta dorsoventralmente, con 3 - 5 deboli coste longitudinali biancastre.  L'apice è arrotondato con una stretta coroncina. Il pericarpo può possedere alcune cellule mucillaginifere. Le coste laterali contengono dei canali resiniferi.

## Biologia
Impollinazione: l'impollinazione avviene tramite insetti (impollinazione entomogama tramite farfalle diurne e notturne).

Riproduzione: la fecondazione avviene fondamentalmente tramite l'impollinazione dei fiori (vedi sopra).

Dispersione: i semi (gli acheni) cadendo a terra sono successivamente dispersi soprattutto da insetti tipo formiche (disseminazione mirmecoria). In questo tipo di piante avviene anche un altro tipo di dispersione: zoocoria. Infatti gli uncini delle brattee dell'involucro (se presenti) si agganciano ai peli degli animali di passaggio disperdendo così anche su lunghe distanze i semi della pianta. Inoltre per merito del pappo (se presente) il vento può trasportare i semi anche a distanza di alcuni chilometri (disseminazione anemocora).

## Distribuzione e habitat
Le specie di questo genere sono distribuite in tutto l'emisfero settentrionale.

### Specie della zona alpina
Delle 3 specie spontanee della flora italiana solamente due vivono sull'arco alpino. La tabella seguente mette in evidenza alcuni dati relativi all'habitat, al substrato e alla distribuzione delle specie alpine.
| Specie | Comunità vegetali | Piani vegetazionali         | Substrato | pH     | Livello trofico | H2O   | Ambiente | Zona alpina         |
| --- | ----------------- | --------------------------- | --------- | ------ | --------------- | ----- | -------- | ------------------- |
| Matricaria chamomilla | 2                 | subalpino montano collinare | Ca - Si   | neutro | medio           | umido | B1 B2    | tutto l'arco alpino |
| Matricaria discoidea | 2                 | subalpino montano collinare | Ca - Si   | neutro | alto            | umido | B2       | tutto l'arco alpino |
| Legenda e note alla tabella. Substrato: con “Ca/Si” si intendono rocce di carattere intermedio (calcari silicei e simili). Zona alpina: vengono prese in considerazione solo le zone alpine del territorio italiano (sono indicate le sigle delle province). Comunità vegetali: 2 = comunità terofitiche pioniere nitrofile Ambienti: B1 = campi, colture e incolti; B2 = ambienti ruderali, scarpate |                   |                             |           |        |                 |       |          |                     |

## Sistematica
La famiglia di appartenenza di questa voce (Asteraceae o Compositae, nomen conservandum) probabilmente originaria del Sud America, è la più numerosa del mondo vegetale, comprende oltre 23.000 specie distribuite su 1.535 generi, oppure 22.750 specie e 1.530 generi secondo altre fonti (una delle checklist più aggiornata elenca fino a 1.679 generi). La famiglia attualmente (2021) è divisa in 16 sottofamiglie; la sottofamiglia Asteroideae è una di queste e rappresenta l'evoluzione più recente di tutta la famiglia.

### Filogenesi
Il gruppo di questa voce è descritto nella tribù Anthemideae, una delle 21 tribù della sottofamiglia Asteroideae). In base alle ultime ricerche nella tribù sono stati individuati (provvisoriamente) 4 principali lignaggi (o cladi): "Southern hemisphere grade", "Asian-southern African grade", "Eurasian grade" e "Mediterranean clade". Il genere  Matricaria  (insieme alla sottotribù Matricariinae) è incluso nel clade Eurasian grade..
I caratteri distintivi del genere sono:
- l'apice degli acheni si presenta con una piccola corona o delle auricole;
- gli acheni hanno 5 principali coste;
- le coste laterali contengono dei canali resiniferi.

Il numero cromosomico delle specie di questo genere è: 2n = 18 (specie poliploidi).
In base all'"orologio molecolare", questo genere ha iniziato a divergere circa 3,2 milioni di anni fa.

### Elenco delle specie
Questo genere ha 6 specie:
- Matricaria appressa Charit.
- Matricaria aurea  (Loefl.) Sch.Bip.
- Matricaria chamomilla  L.
- Matricaria discoidea  DC.
- Matricaria occidentalis  Greene
- Matricaria tzvelevii  Pobed.

### Specie della flora spontanea italiana
Nella "Flora d'Italia" Sandro Pignatti divide le tre specie di Matricaria presenti nella flora spontanea italiana in:
- (1) piante con capolini a fiori del disco gialli e fiori raggianti bianchi:

Matricaria chamomilla L. - Camomilla comune: l'altezza massima della pianta è di 10 - 30 cm; il ciclo biologico è annuo; la forma biologica è terofita scaposa (T scap); il tipo corologico è Sud Est Asiatico (Cosmopolita); l'habitat tipico sono gli incolti o nelle colture di cereali; in Italia è una specie comune ovunque e si trova fino ad una quota di 800 m s.l.m..
- (2) piante con capolini con soli fiori del disco gialli (mancano i fiori raggianti bianchi):

Matricaria discoidea DC. - Camomilla falsa: le foglie sono di tipo 3-pennatosette; il ricettacolo è 2 volte più lungo che largo con forme conico-clavate; l'altezza massima della pianta è di 10 - 20 cm; il ciclo biologico è annuo; la forma biologica è terofita scaposa (T scap); il tipo corologico è Nord Est Asiatico; l'habitat tipico sono i suoli calpestati, i sentieri e le massicciate; in Italia è una specie comune al Nord e si trova fino ad una quota compresa tra 500 - 1500 m s.l.m..
Matricaria aurea (Loefl.) Sch.Bip. - Camomilla aurea: le foglie sono di tipo1-2-pennatosette; il ricettacolo ha delle forme ovate; l'altezza massima della pianta è di 10 - 30 cm; il ciclo biologico è annuo; la forma biologica è terofita scaposa (T scap); il tipo corologico è Sud Mediterraneo / Turanico; l'habitat tipico sono gli incolti aridi e i muri; in Italia è una specie rara e si trova nell'isola di Lampedusa fino ad una quota di 300 m s.l.m..

### Sinonimi
Sono elencati alcuni sinonimi per questa entità:
- Akylopsis Lehm.
- Camomilla  Gilib.
- Cenocline  K.Koch
- Chamomilla  Gray
- Cotulina  Pomel
- Courrantia  Sch.Bip.
- Gama  La Llave
- Lepidanthus  Nutt.
- Lepidotheca  Nutt.